# Vol Pegasus Airlines 8622
Au soir du 13 janvier 2018, un Boeing 737-800 effectuant le vol Pegasus Airlines 8622, reliant Ankara à Trabzon, en Turquie, sort de la piste et glisse partiellement le long d'une falaise alors qu'il atterrit à l'aéroport de Trabzon. Bien qu'il n'y ait eu aucun mort ni blessé parmi les 168 passagers et membres d'équipage, l'avion a été gravement endommagé et par la suite retiré du service.

## Appareil impliqué

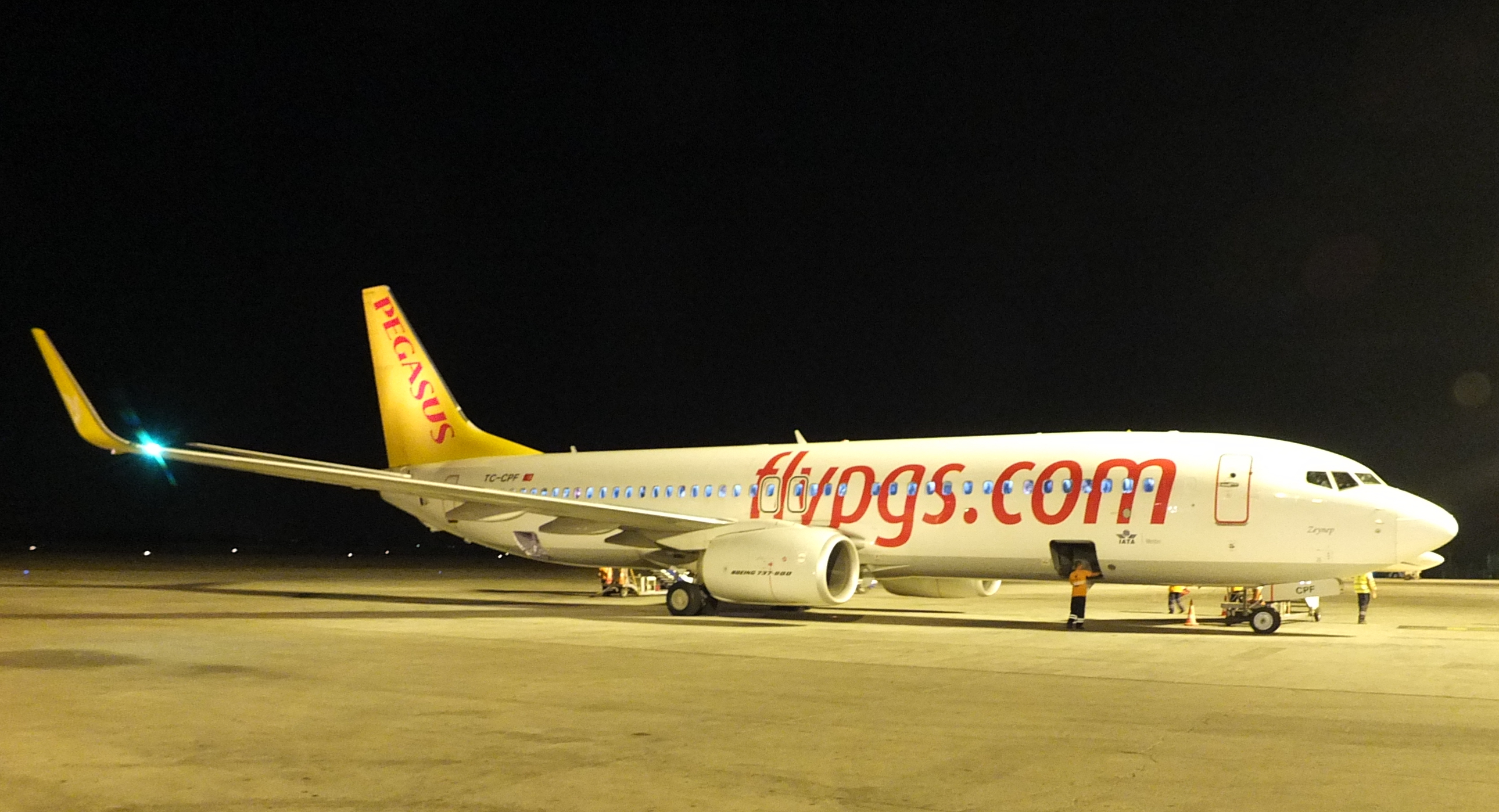
L'avion impliqué en 2016 à l'aéroport international Ercan.

L'avion impliqué était un Boeing 737-82R, numéro de série 40879 et numéro de ligne 4267. Il était immatriculé TC-CPF, s'appelait Zeynep et était exploité par la compagnie aérienne turque à bas prix Pegasus Airlines. L'avion a effectué son premier vol le 15 novembre 2012, avant d'être livré à Pegasus Airlines le 30 novembre,. Il avait effectué neuf vols le 13 janvier sans aucun rapport de dommages ou de problèmes de la part des pilotes ou du personnel au sol.

## Accident
Le vol 8622 était un vol intérieur reliant l'aéroport international Esenboğa à Ankara, à l'aéroport de Trabzon à Trabzon. Il y avait 162 passagers et six membres d'équipage à bord. L'avion a atterri à 23 h 26 heure locale (22 h 26 CET). Après l'atterrissage, l'avion a viré à gauche, a dérapé hors de la piste et a glissé le long d'une falaise. L'avion s'est immobilisé dans une position précaire le long du flanc de la falaise mais n'a pas glissé dans la mer en raison du sol humide qui a bloqué le train d'atterrissage dans la boue. Une évacuation d'urgence a été ordonnée par le personnel de cabine. L'avion a subi des dommages considérables, le moteur droit s'est détaché et est tombé dans la mer Noire,. À l'époque, il pleuvait avec une visibilité de quatre kilomètres (2,5 mi). À la suite de l'accident, l'aéroport de Trabzon a été fermé jusqu'à 08 h 00 heure locale (07 h 00 CET) le 14 janvier. L'avion a été retiré de la falaise le 18 janvier. Au cours de l'opération de récupération, l'aéroport de Trabzon a été fermé, les avions étant déroutés vers l'aéroport d'Ordu-Giresun. L'avion a été déclaré radié.

## Enquête
Le gouverneur de la province de Trabzon a déclaré qu'une enquête avait été ouverte sur l'accident. La Direction générale de l'aviation civile est chargée d'enquêter sur les accidents d'aviation en Turquie.
L'un des pilotes a affirmé qu'un moteur avait une surtension, ce qui a provoqué l'excursion via une poussée asymétrique. En janvier 2020, aucun résultat d'enquête n'avait été publié confirmant ou infirmant ces allégations.